# Thomas Schmidberger
Thomas Schmidberger (* 23. Oktober 1991 in Zwiesel) ist ein deutscher Tischtennisspieler der paralympischen Startklasse TT 3.

## Werdegang
Schmidberger ist seit seinem fünften Lebensjahr durch einen Unfall querschnittsgelähmt. Als Behindertensportler spielte er einige Zeit beim TSV/RSG Plattling. Derzeit spielt er bei Borussia Düsseldorf.
2010 gewann Schmidberger Silber bei den Weltmeisterschaften. 2011 nahm er an den Europameisterschaften teil und gewann Bronze im Einzel und Gold im Team. Im Jahr 2012 gewann er bei den Paralympics 2012 in London Bronze im Einzel und Silber mit der Mannschaft. Bei der Schlussfeier war er der deutsche Fahnenträger.
2013 gewann Schmidberger bei den Europameisterschaften Gold im Einzel und mit dem Team. Im Jahr 2016 gewann er bei den Sommer-Paralympics 2016 in Rio de Janeiro Silber im Einzel und mit der Mannschaft, 2018 holte er bei den Weltmeisterschaften erneut Silber im Einzel.
Schmidberger wurde 2013 zu Deutschlands Behindertensportler des Jahres gewählt. Für die Olympiamedaillen erhielt er 2012 und 2016 das Silberne Lorbeerblatt.
2019 wurde Schmidberger Europameister im Einzel und mit der Mannschaft. Dafür ernannte ihn der Weltverband ITTF zum Para-Spieler des Jahres.
Bei den 2021 ausgetragenen Paralympischen Sommerspielen 2020 in Tokio unterlag er im Finale gegen den Weltranglistenersten Feng Panfeng und gewann somit die Silbermedaille. Bei den Paralympischen Spielen 2024 unterlag Schmidberger mit Valentin Baus im Doppel dem chinesischen Duo Feng Panfeng und Cao Ningning und errang die Silbermedaille. Im Einzelfinale holte er gegen Feng Panfeng erneut Silber.

## Ehrungen
- 2012, 2016, 2021: Silbernes Lorbeerblatt
- 2013: Behindertensportler des Jahres[6]
- 2019: ITTF Star Award „Para-Spieler des Jahres“[7]